# Matilda I
De Matilda I was een Britse tank die in gebruik was tijdens de Tweede Wereldoorlog. De tank werd ontworpen in 1935 door Vickers-Armstrongs. In totaal werden 140 stuks gebouwd, maar de tank werd later vervangen door de Matilda II.
Het Britse leger had een goedkope tank nodig die gebruik zou maken van commercieel verkrijgbare onderdelen. Het resultaat was een kleine tank die bestuurd kon worden door twee personen. De tank gebruikte een .303 Vickers-machinegeweer of een sterkere .50-variant als hoofdwapen.
Ondanks de sterke bepantsering voor de romp en het machinegeweer, lagen de rupsbanden volledig bloot en waren deze kwetsbaar voor antitankvuur. Van april 1937 tot aan augustus 1940 werd deze tank gebouwd. De tank werd gebruikt in Frankrijk door de eerste tankbrigade van de British Expeditionary Force tijdens de Slag om Frankrijk. Tijdens de Slag om Arras in 1940 deden ze een bekende tegenaanval (samen met Matilda II's), waarbij het Duitse 37mm anti-tankkanon ineffectief bleek tegen deze tank; de Duitsers zetten toen hun 88mm luchtafweer-kannonen in, met meer succes. 
Toen de British Expeditionary Force terugkeerde naar Engeland, werden de meeste Matilda's achtergelaten. De Matilda I's die nog in Engeland aanwezig waren, werden gebruikt voor trainingsdoeleinden.